# Empresa para a Segurança Urbana
A Empresa para a Segurança Pública (ESU), é uma empresa pública controlada pela prefeitura de Medellín, capital do departamento de Antioquia, na Colômbia. A ESU é responsável por prestar serviços de apoio à política de segurança pública, sobretudo serviços de inteligência e integração de tecnologias aos sistemas de monitoramento e vigilância de órgãos públicos.
Na Colômbia, a gestão dos problemas de segurança pública historicamente foi uma competência delegada ao governo nacional e exercida meio das forças policiais e militares (entidades altamente centralizadas, administradas sem participação ativa de governos locais como cidades de departamentos). Tais instituições apresentam histórico de atuação muito associado à uma visão de segurança cidadã que privilegia a resolução violenta dos conflitos, em detrimento de ações preventivas. 
Tendo em vistas tal contexto, em 2004 a prefeitura de Medellín iniciou um processo de reposicionamento institucional, assumindo protagonismo crescente em temas de segurança cidadã, em consulta e articulação com outros níveis de governo. Este processo se destaca, entre outras medidas, por um processo de reforma da estrutura organizacional do município e o fortalecimento das unidades de governo responsáveis por assuntos de segurança, como a então Metroseguridad (Empresa pública municipal responsável pela gestão de serviços de apoio logístico das atividades de segurança municipal). 
Em continuidade à este processo de aperfeiçoamento institucional, em 2010 as autoridades municipais dão início à um processo de modernização da empresa - que passa a se chamada "Empresa para la Seguridad Urbana" (Empresa para a Segurança Urbana, em português). Com esta transformação, a cidade de Medellín se tornou a primeira cidade da Colômbia a contar com uma Empresa de Segurança Urbana Integral especializada em serviços de atualização tecnológica para a segurança pública. 

## História
Em 1982 o Conselho Legislativo Municipal de Medellín aprovou a criação do Fundo Metropolitano de Segurança (METROSEGURIDAD), organização pública com personalidade jurídica própria, autonomia administrativa e patrimônio independente. 
Em 2002 o Fundo é transformado em uma empresa pública municipal, cujo objetivo torna-se: "Obter recursos com entidades públicas e privadas, nacionais e internacionais, para destina-los à programas de apoio logístico e institucional dos organismos de segurança pública, às forças armadas e à política, aplicando-os em projetos de desenvolvimento dos planos desenhados por tais organismos no município de Medellín, promovendo a prestação eficiente e oportuna de serviços para garantir a segurança integral da cidadania.". As responsabilidades do órgão foram atualizadas nos anos seguintes, através de diferentes acordos firmados pelos legisladores da cidade  :
Em 2010 o nome do Fundo foi alterado para Empresa para a Segurança Urbana, ESU.

## Linhas de negócio e serviços

### Consultoria e assessoria em segurança
Apoio a formulação e implementação de políticas públicas de segurança pública, estudos de segurança, vulnerabilidade, risco e soluções completas integrando provedores de serviços e empresas do ramo.

### Logística especializada
Apoio às organizações públicas de segurança e justiça nas seguintes áreas: Alimentação - logística de transporte de alimentos; Gestão de Parque Automotivo - manutenção e reparação de veículos e motocicletas; Compra de Parque Automotivo - Aquisição de veículos, motocicletas e ônibus com adequações especiais às forças de segurança; Eventos - Desenvolvimento logístico de eventos de pequeno, médio e grande porte; Dotações - Venda de uniformes e acessórios com destinação específica para organizações de segurança e justiça; Transporte - Venda de veículos de carga blindados; Tecnologia - Aquisição de tecnologia da informação e comunicação como hardware, software e equipes de inteligência para a implantação e gestão de sistemas de inteligência eletrônica de segurança urbana.

### Sistemas Integrais de Segurança
Venda de soluções tecnológicas aplicadas à segurança, implementação de sistemas e desenvolvimento de soluções que contribuam para a gestão de políticas de segurança, como sistemas de localização automática veicular, sistemas fechados de televisão e filmagem, sistemas de controle de acesso, soluções de detecção de incêndios, etc.

### Vigilância Física
Oferecimento de serviços de vigilância autorizada, como segurança física, canina, escolta pessoal e de mercadorias, monitoramento com alarmes, segurança com e sem armas, vigilância com meios tecnológicos, apoio com sistemas de vídeo-vigilância, análise de risco, etc.

### Combustíveis
Abastecimento de combustíveis para o parque automotivo de entidades públicas estatais através de contratos inter-administrativos. Entre outros serviços, são oferecidos: Controle automático de abastecimento de combustíveis com dispositivos eletrônicos, controle de quilometragem, permitindo conhecer os padrões de rendimento (quilômetros rodados por litros de combustível), supervisão do processo de abastecimento (evitando fraudes) e entrega de informação periódica sobre consumo de combustíveis por veículo, tipo de combustível, etc.